# Paul Ryan (Comiczeichner)
Paul Ryan (* 23. September 1949 in Somerville, Massachusetts; † 6. März 2016) war ein US-amerikanischer Comiczeichner. Ryan wurde vor allem als Zeichner des Zeitungscomicstrips The Phantom bekannt.

## Leben
Nach dem Besuch der St. Polycarp Grammar School in Somerville und der St. Mary of the Annunciation High School, den er 1967 abschloss, begann Ryan am Massachusetts College of Art zu studieren. Dieses verließ er 1971 mit einem Bachelor-Abschluss im Fach Graphic Design. 1971 schloss er sich der amerikanischen Nationalgarde an und wurde in Fort Dix stationiert. Während seiner Offiziersausbildung an der Massachusetts Military Academy in Wakefield wurde er vom Graphics Department der Firma Metcalf & Eddy Engineering in Boston angeworben, für die er elf Jahre arbeiten sollte.

### Frühe Karriere
1983 wurde Ryans Comicgeschichte Breed von dem Comicverlag „Charlton Comics“ in dessen Hauspostille „Charlton Bullseye“ aufgenommen. Da die Serie aber noch vor der ersten Veröffentlichung eingestellt wurde, gelangte die Breed-Geschichte erst durch Unterstützung des Kleinverlages Americomics aus Florida in den Druck.
Auf Vermittlung einiger Bostoner Comichändler wurde Ryan schließlich von dem Zeichner Bob Layton als dessen Assistent angestellt. Danach wurde Ryan als eigenständiger Künstler mit den Bleistiftzeichnungen für zahlreiche Serien des Comicverlages Marvel Comics angeheuert. So besorgte Ryan als Gastzeichner Tusche und/oder Bleistiftzeichnungen für die Serien The Thing (#27 und #29), Iron Man (#202), Squadron Supreme (#6,9–12), Eternals (#12) und Quasar, bevor er als regulärer Künstler für die traditionsreiche Marvel-Serie Avengers angestellt wurde. Es folgten weitere Engagements bei Marvel als Zeichner für Serien wie Avengers West Coast, Iron Man, Ravage 2099 und Fantastic Four (#356–414).
1992 übernahm Ryan auf Bitten von Stan Lee die Zeichnungen für den von King Features vertriebenen Zeitungscomicstrip Spider-Man. Ryan betreute das Zeitungsäquivalent zu der berühmten Comicserie um den netzschwingenden Superhelden etwas über drei Jahre, bevor er 1996 zu Marvels Konkurrenzverlag DC-Comics wechselte.
Dort zeichnete Ryan gastweise für Serien wie Flash, Superboy, Green Lantern und Batman, bevor er als Nachfolger von Tom Grummet als Stammzeichner für die vierteljährlich erscheinende Serie Superman: Man of Tomorrow angestellt wurde. Während dieser Zeit war es ihm 1996 auch vergönnt, als Zeichner an der Sonderausgabe Superman: The Wedding Album mitzuwirken, das von der Heirat des Superhelden mit seiner „ewigen Liebe“ Lois Lane erzählt und zu den meistverkauften Comicheften dieser Zeit überhaupt gehört.
1999 kehrte Ryan kurzzeitig als Zeichner der Serie Fantastic Five zu Marvel Comics zurück, bevor er bei dem Verlag Wildstorm einen Comicroman der Reihe Left Behind illustrierte und als Fill-In-Artist für Reihen wie Ruse and Crux tätig war.

### Spätere Arbeiten
Im Januar 2005 übernahm Ryan für King Features die Ausführung des täglichen Zeitungscomics The Phantom, welche er zusammen mit dem Autor Tony DePaul innehatte. 2005 hatte der vorherige Zeichner George Olesen seinen Rücktritt bekannt gegeben. Der Chef von King Features, Jay Kennedy, wählte daraufhin Paul Ryan aus, die Gestaltung der Daily Stories zu übernehmen. Im Oktober 2006 gab Graham Nolan, der Zeichner der wöchentlich erscheinenden Sunday Strips, seinen Ausstieg bekannt. Kennedy konnte Ryan dafür gewinnen, für King Features auch den Sunday Strip mitzugestalten. Ryans erster Sonntagsstrip erschien am 1. April 2007, er wollte seine tägliche Arbeitsbelastung später aber wieder senken und am 31. Juli 2011 übernahm Eduardo Barreto die Arbeit am Sonntagsstreifen. Nach Barretos plötzlichem Tod Ende 2011 kehrte Ryan kurzzeitig zur Gestaltung der Sonntagsarbeit zurück, bis im Januar 2012 als neuer Zeichner Terry Beatty gefunden wurde.

## Zeichenstil und Einflüsse
Als künstlerische Einflüsse nannte Ryan Curt Swan und Wayne Boring, deren gradliniger, naturalistischer Stil sich in seinem klaren Zeichenduktus wiederfindet.